# Walter III. Stewart, veliki namjesnik Škotske
Walter III. Stewart (?, oko 1296. – dvorac Bathgate, 9. travnja 1327.), škotski plemić i šesti nasljedni veliki namjesnik Škotske (1309. – 1327.). Bio je otac škotskog kralja Roberta II. (1371. – 1390.), utemeljitelja kraljevske loze dinastije Stuarta.
Naslov velikog namjesnika Škotske, naslijedio je 1309. godine. Odigrao je važnu ulogu 1314. godine u bitci kod Bannockburna u kojoj je Robert Bruce obranio škotsku neovisnost od engleskih pretenzija i osigurao sebi naslov škotskog kralja. Nakon bitke, Walter Stewart je dobio ruku Robertove kćeri Marije Bruce (Marjorie), čime je njihov sin Robert postao nasljednik škotske krune, nakon smrti kralja Davida II., koji nije ostavio muškog nasljednika. Tim činom, obitelj Stuart je preuzela škotsko prijestolje i vladala Škotskom, a kasnije i Engleskom i Irskom, sve do početka 18. stoljeća.

## Vanjske poveznice
- Stuart Hrvatska enciklopedija

| Prethodnik:                | Veliki namjesnik Škotske (1309. - 1327.) | Nasljednik:                 |
| James Stuart (1283.-1309.) | Veliki namjesnik Škotske (1309. - 1327.) | Robert Stuart (1327.-1371.) |